# 金縁の鼻眼鏡
「金縁の鼻眼鏡」（きんぶちのはなめがね、"The Adventure of the Golden Pince-Nez）は、イギリスの小説家、アーサー・コナン・ドイルによる短編小説。シャーロック・ホームズシリーズの一つで、56ある短編小説のうち34番目に発表された作品である。イギリスの『ストランド・マガジン』1904年7月号、アメリカの『コリアーズ・ウィークリー』1904年10月29日号に発表。1905年発行の第3短編集『シャーロック・ホームズの帰還』(The Return of Sherlock Holmes) に収録された。

## あらすじ
1894年11月の終わりの嵐の夜、ロンドン警視庁のホプキンス警部がシャーロック・ホームズの元を訪れてきた。今日起こった殺人事件の現場へ行ったのだが、被害者が殺された原因が分からないと嘆く。その事件とは、ヨックスリー・オールド・プレースのコーラム教授の屋敷で、秘書のウィロビー・スミス青年が首をナイフで刺されて殺されたというものだ。
コーラム教授は、数年前にこの屋敷を買い取った。病弱な教授は、一日の半分はベッドに寝ていて、残り半分は杖をついたり車椅子を押してもらって屋敷内を散歩したりしている。住み込みの使用人は、年とったマーカー夫人とメイドのスーザンだが、教授が移り住んでからずっと働いているどちらも正直な人間だ。車椅子を押す庭師のモーティマーという男も真面目で、庭の離れに住んでいる。教授自身も、近所の人々からは好感を持たれているという。仕事の都合で教授は、秘書としてウィロビー・スミスを雇った。スミスにも学生時代から悪い評判はなく、推薦状にも欠点らしきものは書かれていない。
そんなスミス青年が殺されたのだ。スーザンの証言では、彼女は11時から2階でカーテンをかけていた。教授はベッドの中にいて、マーカー夫人は家の裏で仕事をしている。スミスが書斎へ行く足音がした。しばらくして恐ろしい悲鳴が聞こえ、同時に重い物が倒れる音がした。スーザンが駆け下りて書斎に行くと、スミスが倒れ首から血を流している。凶器は、教授の机の上にいつも置いてある小型ナイフのようだ。スミスは「先生、あの女です……」という言葉を残して息絶えた。スミスの右手には、犯人のものと思われる金縁の鼻眼鏡が握られていた。教授はベッドに起き上がっていて、遠くで悲鳴が聞こえただけと言う。書斎からは重要書類や金目のものは盗まれていなかった。ホプキンズ警部が、現場に残されていた鼻眼鏡を見せると、ホームズはすぐに持ち主の特徴を推理した。
翌朝、ホームズたちは現場に行き、犯人が通ったと思われる草の上を観察した。そこは小道と花壇の間で、どちらに足を踏み外してもくっきりと足跡が残ってしまう場所だったが、草の上だけに踏まれた跡があった。コーラム教授の部屋では、教授に勧められたたばこを気に入ったのか、ホームズは何本ものたばこをふかした。使用人に話を聞けば、あんなに恐ろしい事件が起きたのに教授は食欲をなくすこともなく、部屋に運ばせる食事の量は事件前よりも多いくらいだという。
その後、再びコーラム教授の部屋を訪れたホームズは、たばこの缶を落として、床にばらまいてしまう。しかし、全員でたばこを拾い集めるうち、ワトスンはホームズの目が輝いて頬が紅潮しているのに気づいた。事件の真相をつかんだのだ。ホームズは、「犯人は教授の知り合いで、この部屋の本棚の裏にいる」と言う。するとその場所から、一人の女性が現れた。女性はコーラム教授の妻でアンナといい、ロシアから来たと話した。二人は改革派の活動家だったが、同志たちが逮捕されたとき教授の裏切りによって、仲間は処刑されたりシベリア流刑になった。そのことに関する資料を教授が持っているので、イギリスでの居場所を突き止め盗みに入った。ウィロビー・スミスには、教授の屋敷への道を尋ねたときに偶然会っていた。スミスは教授にそのことを話していたので、「先生、あの女です…」と言ったのだ。屋敷に来るときは注意して草の上だけを歩いた犯人の、帰りの足跡がないのは屋敷を出ていない証拠である。鼻眼鏡をなくしたならば、草と小道の区別がつかないはずであるとホームズは推理していた。書斎に忍び込んだアンナは資料を手に入れたが、ウィロビー・スミスに見つかり、逃げようとして夢中で机の上にあったナイフをつかんで刺してしまった。鼻眼鏡をなくしたので出口が分からなくなり、うっかりコーラム教授の部屋に迷い込んでしまい、匿ってもらっていたのだ。教授の食事量が増えたのは、アンナに食べさせる分だった。ホームズは、教授の部屋中に故意にたばこの灰をまき散らし、本棚の前にアンナの足跡を見つけたのだった。
アンナは本棚から出るときに毒薬を飲んだと言った。そして教授の隠していた資料を、ロシア大使館へ届けてほしいと願った。そうすれば、無実の同志たちを助けられるから…、と言い残してアンナは死んだ。ホプキンス警部を署に送り届けたあとで、ホームズは馬車をロシア大使館へ向けるのだった。